# Liber vinis
El Liber vinis, ( abr. De Vinis) o Llibre dels vins és una selecció de receptes de vins medicinals del s.XIV. Recull una tradició farmacològica grecollatina antiga, enriquida per la medicina en llengua àrab. L'origen del text es remuntaria a un manuscrit llatí del mestre Silvestre, escrit en algun moment entre els anys 1322-1328. És atribuït per molts autors al metge català Arnau de Vilanova que va professar la medicina galènica a la Universitat de Montpeller a finals del segle xiii i principis del XIV. El prestigi del metge va assegurar un gran èxit de l'obra fins al Renaixement
La majoria de les receptes del De Vinis indiquen com elaborar un vi terapèutic a partir de plantes medicinals o espècies, bé incorporant-les durant la fermentació del raïm o bé en una posterior decocció del vi. El resultat són vins aromatitzats als quals s'atribueixen diferents tipus de propietats per conservar i millorar la salut.
L'elecció dels ingredients actius i les indicacions terapèutiques està molt condicionat per la influència de la medicina greco-romana antiga, revisada i ampliada per fonts de la medicina àrab de l'Edat Mitjana. És un testimoni del gir radical en la història de la farmacologia i de la medicina europea que es va operar en Salern en els XI i XII, i que va prosseguir després en Montpeller, Bolonya i París. El De Vinis testifica també la tècnica de destil·lació del vi, que permet produir alcohol i aiguardents de tota mena.

## Atribució a Arnau de Vilanova

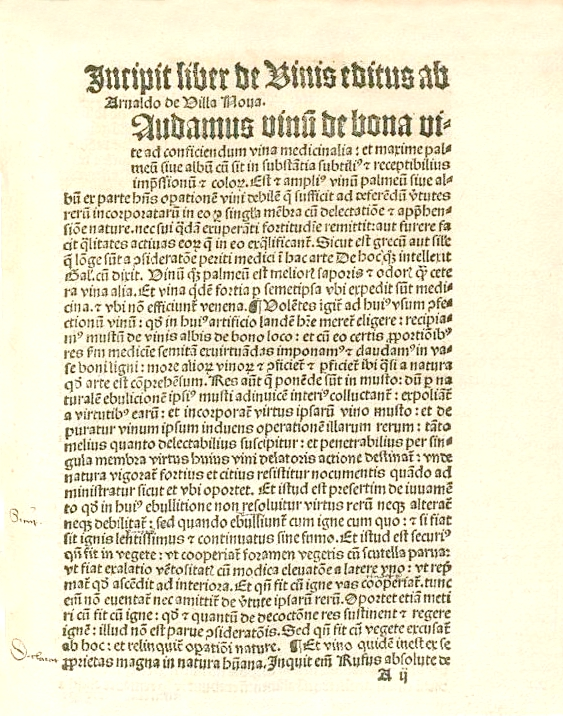
Incipit liber de Vinis Editus ab Arnau de Vila Noua. Laudamus vinum de bona vite ad conficiendum vina medicinalia.. Impressió (Leipzig, després de 1500)

En 1504, el De Vinis va ser publicat a Lió dins d'un llibre del segle xiii, l'Opera Omnia, d'Arnau de Vilanova, mort el 1311. La reunió i atribució de tot el conjunt de textos es deu a l'elecció particular de l'editor, un metge genovès anomenat Tommaso Murchi. Aquest conjunt d'obres es va perpetuar sota l'atribució arnaldiana durant els següents segles, sense cap altre tipus de judici crític. Pel que fa a De Vinis, Hauréau el 1881, es va sorprendre que la dedicatòria de l'autor indiqui que es trobava a l'Àfrica, un detall aliè a la biografia d'Arnau. No obstant això, no dubta de l'autoria, per trobar-la en gairebé tots els manuscrits més antics. Ell cita diversos documents de la Biblioteca nacional de França, de les biblioteques de Múnic i de la biblioteca Bodleana d'Oxford. Hauréau també diu que diferents edicions dels segles XVI al XVII porten sempre el nom d'Arnau.

## Dubtes
Els primers dubtes amb arguments sòlids sobre l'atribució de l'obra van començar a finals del XX entre els especialistes del corpus arnaldià. El 1995, un dels responsables de l'edició crítica del llibre Arnaldi de Villanova Opera Medica Omnia (AVOMO), JA Paniagua, qualifica el De Vinis com una: «... obra d'atribució dubtosa sospitada de ser apòcrifa». Els dubtes són incrementats per altres especialistes en l'obra mèdica, com Michael McVaugh, que troba el de Vinis ple de discontinuïtats i d'inconsistències fa a l'obra indiscutiblement autèntica. Per exemple, l'autor del De Vinis cita autors que es no troben mai en l'abundant obra escrita d'Arnau, com (Macrobi, Rufus d'Efes, Maimònides, Avenzoar). L'autor del De Vinis sembla familiaritzat amb certes idees d'Arnau, però no cita cap de les seves obres, tal com feia el mestre de Montpeller. Un altre detall important és que el De Vinis reuneix més de cinquantena de receptes de vins terapèutics, i resulta molt sorprèn que una obra autèntica de tema similar com el Antidotarium, inclogui tot tipus d'infusions i coccions amb gran quantitat de substàncies, però mai en el vi. Michael McVaugh anota també una inconsistència clau en la manera de parlar sobre el vi auri en el de De Vinis, les propietats són enormement exalçades, en comparació de la terapèutica d'Arnau de Vilanova, on l'or tot just té un pes especial. El vi d'or segons el De Vinis està dotat de poderosíssimes virtuts, com la de conservar la joventut assimilant el cos humà la virtus mineralis. No obstant això, si bé Arnau esmenta en algun text que l'or pot ser un medicament benèfic per al cor, de cap de les maneres el pinta com la panacea descrita a De Vinis.

## Noves hipòtesis

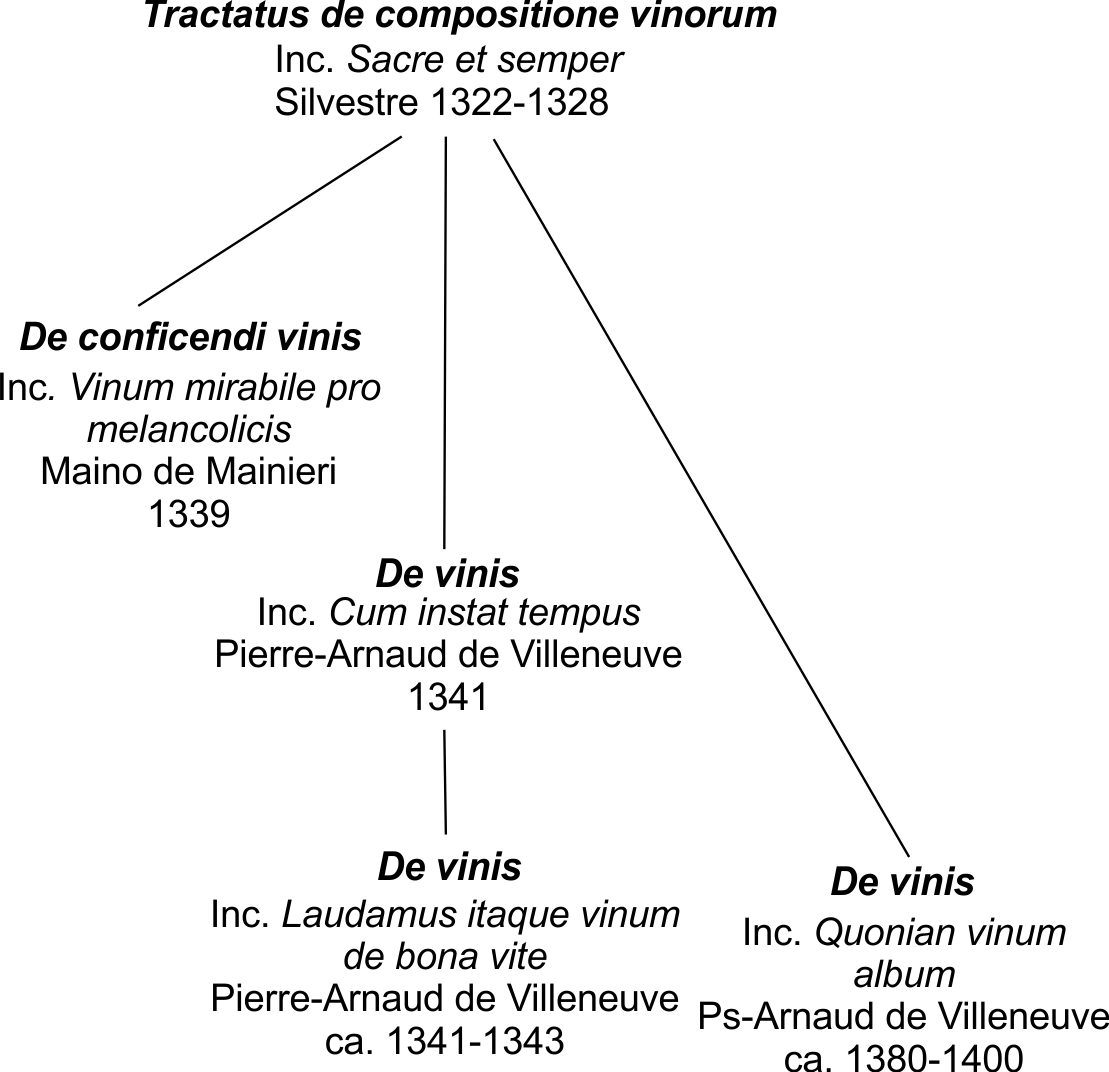
Stemma Codicum de les còpies del manuscrit De Vinis (versió simplificada de Rodríguez Guerrero)

Un estudi recent (del 2013) de José Rodríguez Guerrero ha emprès l'anàlisi comparativa d'una part del centenar de còpies manuscrites de De Vinis de la XIV. A les quatre grans famílies de manuscrits donats per McVaugh, afegeix una cinquena atribuïda a Perarnau. Aquestes classes comencen pels íncipits següents: 
1. Sacre et semper... més de 15 exemplars
2. Laudamus itaque vinum de bona vite... 15 exemplars
3. Quoniam [autem] àlbum vinum... 20 exemplars
4. Vinum mirabile pro melancolicis... 22 exemplars
5. Semen instat tempus... 17 exemplars

En la cinquena família (inc: Cum INSTAT tempus), el pròleg s'atribueix explícitament a Petro Arnaldi, i en el cos del text o del títol, l'autor està designat per Magistrum Arnaldum Villanova. El seu nom complet és Pedro Arnaldo de Vilanova, un metge, cirurgià de Montpeller, fins ara desconegut pels historiadors de la ciència. Es diu nadiu de Montpeller, on hauria començat a exercir des dels anys 1320-1330, després passà a la cort Pontifical d'Avinyó des de 1341. Segons Rodríguez Guerrero, aquest seria l'autor del De Vinis en la seva versió Cum INSTAT tempus, però també d'altres textos a ell atribuïts, com el de aqua vitae simplici i composita (1332-1333) o una versió del Flos florum (1351-1361).
A la primera classe de manuscrits (inc: Sacre et semper), hi ha trobat còpies sota l'autoria d'un tal Sylvestre, el qual dedica l'obra a un rei francès. Per exemple, un manuscrit de la Universitat de Notre Dame (Indiana), Tractatus de compositione vinorum <...> ad Carolum Francorum regem. Segons Rodríguez Guerrero, aquest manuscrit és la versió d'origen del De Vinis i dataria dels anys 1322-1328, ja que, tenint en compte altres còpies, aconsegueix identificar el rei com Carles IV de França, que va regnar de 1322 a 1328. Aquest tractat hauria tingut cert èxit en terapeutes de la regió de Montpeller durant el segon quart del segle XIV. També aconsegueix demostrar que la primera associació explícita del De Vinis amb el nom d'Arnau de Vilanova data de 1341, i seria el resultat d'un plagi de Pedro Arnau de Vilanova. La integració del De Vinis en les obres impreses d'Arnau (Opera omnia) a partir del segle xvi, perpetuarà aquesta tradició epigràfica.